# Ada (biljni rod)
Ada, nekadašnji biljni rod u porodici kaćunovki, sinonim za rod Brassia R.Br.. Opisao ga je John Lindley 1853.
, a tipična vrsta bila je Ada aurantiaca Lindl., danas Brassia aurantiaca (Lindl.) M.W.Chase

## Soinonimi
- Ada allenii (L.O.Williams ex C.Schweinf.) N.H.Williams → Brassia allenii L.O.Williams ex C.Schweinf.
- Ada andreettae Dodson → Brassia andreettae (Dodson) Senghas
- Ada aurantiaca Lindl. → Brassia aurantiaca (Lindl.) M.W.Chase
- Ada aurantiaca var. maculata Cogn. → Brassia aurantiaca (Lindl.) M.W.Chase
- Ada bennettiorum Dodson → Brassia bennettiorum (Dodson) Senghas
- Ada brachypus (Rchb.f.) N.H.Williams ex Dodson & D.E.Benn. → Brassia brachypus Rchb.f.
- Ada chlorops (Endrés & Rchb.f.) N.H.Williams → Brassia chlorops Endrés & Rchb.f.
- Ada elegantula (Rchb.f.) N.H.Williams → Brassia euodes Rchb.f.
- Ada escobariana (Garay) Dodson → Brassia escobariana Garay
- Ada euodes (Rchb.f.) D.E.Benn. & Christenson → Brassia euodes Rchb.f.
- Ada farinifera (Linden & Rchb.f.) N.H.Williams → Brassia farinifera Linden & Rchb.f.
- Ada glumacea (Lindl.) N.H.Williams → Brassia glumacea Lindl.
- Ada keiliana (Rchb.f. ex Lindl.) N.H.Williams → Brassia keiliana Rchb.f. ex Lindl.
- Ada lehmannii Rolfe → Brassia aurantiaca (Lindl.) M.W.Chase
- Ada mendozae Dodson → Brassia mendozae (Dodson) Senghas
- Ada ocanensis (Lindl.) N.H.Williams → Brassia ocanensis Lindl.
- Ada peruviana D.E.Benn. & Christenson → Brassia whewellii J.M.H.Shaw
- Ada pozoi Dodson & N.H.Williams → Brassia pozoi (Dodson & N.H.Williams) Senghas
- Ada pygmaea Pupulin, J.Valle & G.Merino → Cischweinfia pygmaea (Pupulin, J.Valle & G.Merino) M.W.Chase
- Ada rolandoi D.E.Benn. & Christenson → Brassia rolandoi (D.E.Benn. & Christenson) M.W.Chase